# День дідуся
День дідуся — сімейне, світське свято, яке відзначається в Польщі 22 січня на честь дідусів. За звичаєм, цього дня онуки вітають своїх дідусів, а в дитячих садках, будинках культури та інших опікунсько-виховних закладах влаштовують зустрічі, дитячі артистичні шоу та частування. Зазвичай це супроводжується врученням лаврів.

## У Польщі
Ймовірно, свято прийшло до Польщі з Америки у 1980-х роках і поступово ставало все більш популярним.

## В світі
В Америці
Американський (США та Канада) еквівалент цьому дню є Національний день бабусь і дідусів. У них це свято не розділяється на два окремі святкові дні.
У США це свято, офіційно затверджене Конгресом і Президентом, встановлене в 1978 році Джиммі Картером у першу неділю після Дня праці, який відзначається в перший понеділок вересня як у США, так і в Канаді. Таким чином, День бабусь і дідусів в обох країнах також відзначають у вересні.
Цей день має свій офіційний гімн «Пісня для бабусі та дідуся», а символом цього дня є незабудка польова.
Святкування організовують у школах, церквах та будинках престарілих. Також свято відзначають у родинному колі біля багаття чи грилю. Цей день створений для того, щоб діти усвідомили, як багато вони завдячують своїм бабусям і дідусям. Онуків заохочують допомагати найстаршим членам родини.
У Великій Британії
У Великій Британії День бабусь і дідусів відзначають у першу неділю жовтня.

## Дивитися також
- інші свята, присвячені чоловікам: День батька, День чоловіків, День хлопця;
- інші сімейні свята: День бабусі, День матері, День захисту дітей, День тещі.